# Paulo Sérgio Rosa
Paulo Sérgio Rosa, més conegut com a Viola, és un exfutbolista brasiler, nascut l'1 de juny de 1969 a Sao Paulo. Jugava de davanter.
Al seu país és famós pel seu temperament. El 1998, es va negar a abandonar el camp una vegada que fou expulsat, tot seguint l'àrbitre pel terreny de joc, al final va ser tret a la força pels antiavalots. Eixe mateix any, va aturar un encontre per 20 minuts després d'atacar a un reporter de ràdio.

## Trajectòria
Viola ha passat la major part de la seua carrera esportiva al seu país, on ha jugat en nombrosos clubs. Va destacar al SC Corinthians, on va estar la 88/89 i del 1992 al 1995. Fora del Brasil ha militat al València CF i al Gaziantepspor turc, sense que arribara a triomfar a Europa. A València fou conegut entre els aficionats com El Príncipe de Bel-Air, i arribà com el fitxatge més car de la història del club fins aquell moment. La seua relació amb el president Paco Roig i Luis Aragonés fou roïna, ja que l'entrenador digué que el jugador necessitava canviar de cervell. Finalment, i arran de la lesió de Josep Gàlvez, Viola disputà prous partits amb un equip que fou subcampió de lliga. En finalitzar la temporada, torna al Brasil, sent substituit a l'equip per Romário.

### Clubs
- 1988-1989 Corinthians
- 1990 São José
- 1991 Olímpia
- 1992-1995 Corinthians
- 1995-1996 València FC
- 1996-1997 Palmeiras
- 1998-1999 Santos
- 1999-2000 Vasco da Gama
- 2001 Santos
- 2002-2003 Gaziantepspor
- 2004 Guarani
- 2005 Bahia
- 2005 Flamengo
- 2006 Clube At. Juventus
- 2007 Uberlândia
- 2008 Duque de Caxias

## Selecció
Viola va jugar fins a 10 partits amb la selecció de futbol del Brasil, entre 1993 i 1995, i va marcar fins a tres gols. Va formar part del combinat del seu país que va guanyar el Mundial dels Estats Units 1994. Viola va sortir a la final contra Itàlia com a suplent. També va formar part del conjunt brasiler a la Copa Amèrica 1993.

## Palmarès
- São Paulo Estaduais: 1988, 1995
- Copa del Brasil: 1995
- Copa Conmebol: 1998
- Lliga brasilera: 2000
- Copa Mercosur: 2000
- Mundial de Futbol: 1994
- Màxim golejador de l'estaduais de Sao Paulo: 1993
- Màxim golejador de la lliga brasilera: 1998
- Màxim golejador de la Copa Conmebol: 1998